# Federazione scacchistica della Scozia
Federazione scacchistica della Scozia (nome ufficiale in inglese Chess Scotland) è la federazione scacchistica nazionale della Scozia.
È nata nel 2001 dall'unione della Scottish Chess Association (SCA) con la Scottish Junior Chess Association (SJCA).
È tra le più antiche associazioni nazionali di scacchi del mondo, essendo la continuazione della Scottish Chess Association, fondata nel 1884. In quanto federazione nazionale, Chess Scotland è affiliata alla Federazione Internazionale degli Scacchi (FIDE) e nomina un delegato al Consiglio della FIDE. Il suo direttore è incaricato della selezione delle squadre che rappresentano la Scozia alle Olimpiadi degli scacchi.

## Scopo e funzioni
Lo scopo principale di Chess Scotland è di "favorire e promuovere il gioco degli scacchi in tutta la Scozia tra i giocatori di ogni età".
Le sue funzioni principali sono:
- rappresentare gli interessi degli scacchi in Scozia (presso la FIDE ed altri organismi);
- selezionare i giocatori e le squadre partecipanti ad eventi scacchistici internazionali;
- organizzare tornei nazionali e internazionali in Scozia;
- promuovere la diffusione degli scacchi in Scozia;
- formare e nominare i dirigenti;
- gestire un sistema nazionale di valutazione dei giocatori.

## Grandi maestri scozzesi
Al giugno 2022, la Scozia conta sette Grandi maestri (tra parentesi l'anno di assegnazione del titolo):  
- Paul Motwani (1992)
- Colin McNab  (1992)
- Jonathan Rowson (1999)
- Matthew Turner (2002)
- John Shaw (2006)
- Jacob Aagaard  (2007)
- Ketevan Arachamija (2009)